# Marquise Goodwin
Marquise Goodwin (ur. 19 listopada 1990) – amerykański lekkoatleta specjalizujący się w skoku w dal.
W 2008 zdobył złoty medal i tytuł mistrza świata juniorów w skoku w dal. Startując w tej samej konkurencji, zdobył srebro podczas uniwersjady w Shenzhen (2011). Zajął 10. miejsce w finale igrzysk olimpijskich w Londynie (2012). W 2015 sięgnął po srebro igrzysk panamerykańskich w Toronto. Złoty medalista mistrzostw USA. Okazjonalnie startuje także w biegu na 100 metrów oraz w biegach sztafetowych.

## Rekordy życiowe
- Skok w dal – 8,45 (2016)
- Skok w dal (hala) – 8,14 (2011)